# Arturo Luz
Arturo Luz (Manille, 1926 — 2021) est un peintre, graveur, designer et sculpteur philippin.
Membre fondateur de l'école néoréaliste moderne dans l'art philippin, il devient en 1997 Artiste national des Philippines, la plus haute distinction du pays dans le domaine des arts.

## Biographie

### Jeunesse et formation
Arturo Rogerio Luz naît le 26 novembre 1926 aux Philippines.
Il fréquente l'école des beaux-arts de l'université de Santo Tomas à Manille. Il part ensuite étudier à l'étranger : au California College of the Arts à Oakland de 1947 à 1949, à la Brooklyn Museum Art School (en) à New York de 1949 à 1950 puis à l'Académie de la Grande Chaumière à Paris de 1950 à 1951,.

### Carrière
Tout en poursuivant ses études, Arturo Luz commence à exposer ses œuvres. Au Salon international d'art de 1962 de Saigon, au Sud Viêt Nam, Luz remporte le premier prix pour ses œuvres. Il obtient également un prix de la California Art Association ainsi que le prix du Patrimoine culturel pour la peinture, décerné par la Commission nationale pour la Culture et les Arts en 1966. Luz est par ailleurs reconnu comme Jeune homme exceptionnel en art (Outstanding Young Man In Art) par le Manila Times.
Luz produit des œuvres d'art grâce à une économie de moyens disciplinée. Ses premiers dessins sont décrits comme des « œuvres linéaires ludiques » influencées par l'artiste allemand Paul Klee, de 1957 à 1964. Ses chefs-d'œuvre sont des abstraits minimalistes et géométriques, faisant allusion aux « vertus » modernistes de compétence, d'ordre et d'élégance ; ils ont également été décrits comme évoquant une réalité universelle et reflétant une aspiration à une acmé de la véritable modernité asiatique.
Vers 1970, il promeut la création de la collection d'art moderne du Centre culturel des Philippines.
De 1976 à 1986, Luz est le premier directeur du musée métropolitain de Manille et participe fréquemment aux expositions organisées au musée. Il est aussi propriétaire de la Luz Gallery, qui, selon la Commission nationale pour la Culture et les Arts, a « professionnalisé la galerie d'art en tant qu'institution ».
Parmi ses expositions les plus notables, celle qu'il tient en 1960 à l'Art Association of Manila, aux Philippines et sa participation à l'exposition collective « Cubisme, l'autre rive », à la Maison de la culture du Japon à Paris, en 2007.
En 1997, il reçoit l'Ordre des Artistes nationaux des Philippines, la plus grande distinction pour un artiste philippin.

### Vie personnelle et dernières années
Arturo se marie avec Teresita Ojeda, avec qui il a 4 filles, dont la chanteuse Paola Luz, morte en 1991 à l'âge de 27 ans, et l'ancienne actrice et mannequin Angela Luz,.
Arturo Luz meurt le 26 mai 1921.

## Œuvre
Arturo Luz s'inscrit dans le post-cubisme en traitant des scènes de genre de la vie quotidienne aux Philippines.
Artiste abstrait, il insiste sur les lignes de force géométriques,.